# Bolla
Pour les articles homonymes, voir Bolla (homonymie).
Dans la mythologie albanaise antique, le Bolla (connu sous le nom de Bullar en Albanie du Sud) est une sorte de dragon (ou une créature démoniaque ressemblant à un dragon), avec un corps serpentin long et enroulé, quatre pattes et deux petites ailes. Ce dragon dort tout au long de l'année, sauf le jour de la Saint-Georges, où ses yeux d'argent à facettes scrutent le monde extérieur. Il reste ainsi jusqu'à ce qu'il voie un être humain, qu'il dévore avant de fermer les yeux et de se rendormir. 
Une fois dans sa douzième année, le bolla se transforme progressivement. Il obtient neuf langues, des cornes, des épines et de grandes ailes. Il apprend à utiliser son don de cracher le feu. Il devient alors Kulshedra. Le Kulshedra provoque la sécheresse et vit grâce aux sacrifices humains. Le Kulshedra est parfois présenté comme une femme avec un énorme corps velu et des seins pendants.